# Гущина, Юлия Александровна
Юлия Александровна Гу́щина (род. 4 марта 1983, Новочеркасск, Ростовская область, РСФСР, СССР) — российская легкоатлетка, спринтер. Специализируется в беге на 100, 200 и 400 метров. Заслуженный мастер спорта России.

## Биография
Выросла в Волгодонске. Там же начала тренироваться под руководством тренера Владимира Дротика. Закончила Ростовский Государственный Строительный Университет.
Чемпионка мира 2013 года в эстафете 4×400 м, чемпионка России, многократная обладательница Кубка Европы.
Действующая мировая рекордсменка в эстафетной дистанции 4×200 метров (вместе с Екатериной Кондратьевой, Ириной Хабаровой и Юлией Печёнкиной).
В 2016 году решением МОК была лишена золотой награды Олимпийских игр 2008 года в эстафете 4×100 м из-за дисквалификации российской команды после обнаружения в пробах Юлии Чермошанской допинга и серебряной медали в эстафете 4×400 м из-за обнаружения положительных допинг-проб у Татьяны Фировой и Анастасии Капачинской.
В 2017 году решением МОК была лишена серебряной награды Олимпийских игр 2012 года в эстафете 4×400 м из-за дисквалификации российской команды после обнаружения в пробах Антонины Кривошапки допинга.

## Личная жизнь
12 сентября 2010 года Юлия вышла замуж за экс-бегуна на 400 метров Ивана Бузолина.

## Награды
- Орден Дружбы (2 августа 2009 года) — за большой вклад в развитие физической культуры и спорта, высокие спортивные достижения на Играх XXIX Олимпиады 2008 года в Пекине[5]
- Медаль ордена «За заслуги перед Отечеством» I степени (13 августа 2012 года)— за большой вклад в развитие физической культуры и спорта, высокие спортивные достижения на Играх XXX Олимпиады 2012 года в городе Лондоне (Великобритания)[6]
- Заслуженный мастер спорта России.